# Cratere Nalkuta
Nalkuta  è un cratere sulla superficie di Venere.